# Eviota winterbottomi
Eviota winterbottomi là một loài cá biển thuộc chi Eviota trong họ Cá bống trắng. Loài cá này được mô tả lần đầu tiên vào năm 2010.

## Từ nguyên
Loài cá này được đặt theo tên của nhà ngư học Richard Winterbottom.

## Phạm vi phân bố và môi trường sống
E. winterbottomi có phạm vi phân bố ở Tây Bắc Thái Bình Dương. Chúng được tìm thấy ở vùng biển vịnh Nha Trang (Việt Nam), đảo Komodo (Indonesia) và Palau. Mẫu vật của E. winterbottomi được thu thập gần các rạn san hô ở độ sâu khoảng 30 m trở lại.

## Mô tả
Chiều dài cơ thể tối đa được ghi nhận ở E. winterbottomi là 1,6 cm.
Số gai ở vây lưng: 7; Số tia vây ở vây lưng: 8; Số gai ở vây hậu môn: 1; Số tia vây ở vây hậu môn: 8.